# Орле (Валецький повіт)
Орле (пол. Orle) — село в Польщі, у гміні Мірославець Валецького повіту Західнопоморського воєводства.